# De gamles råd

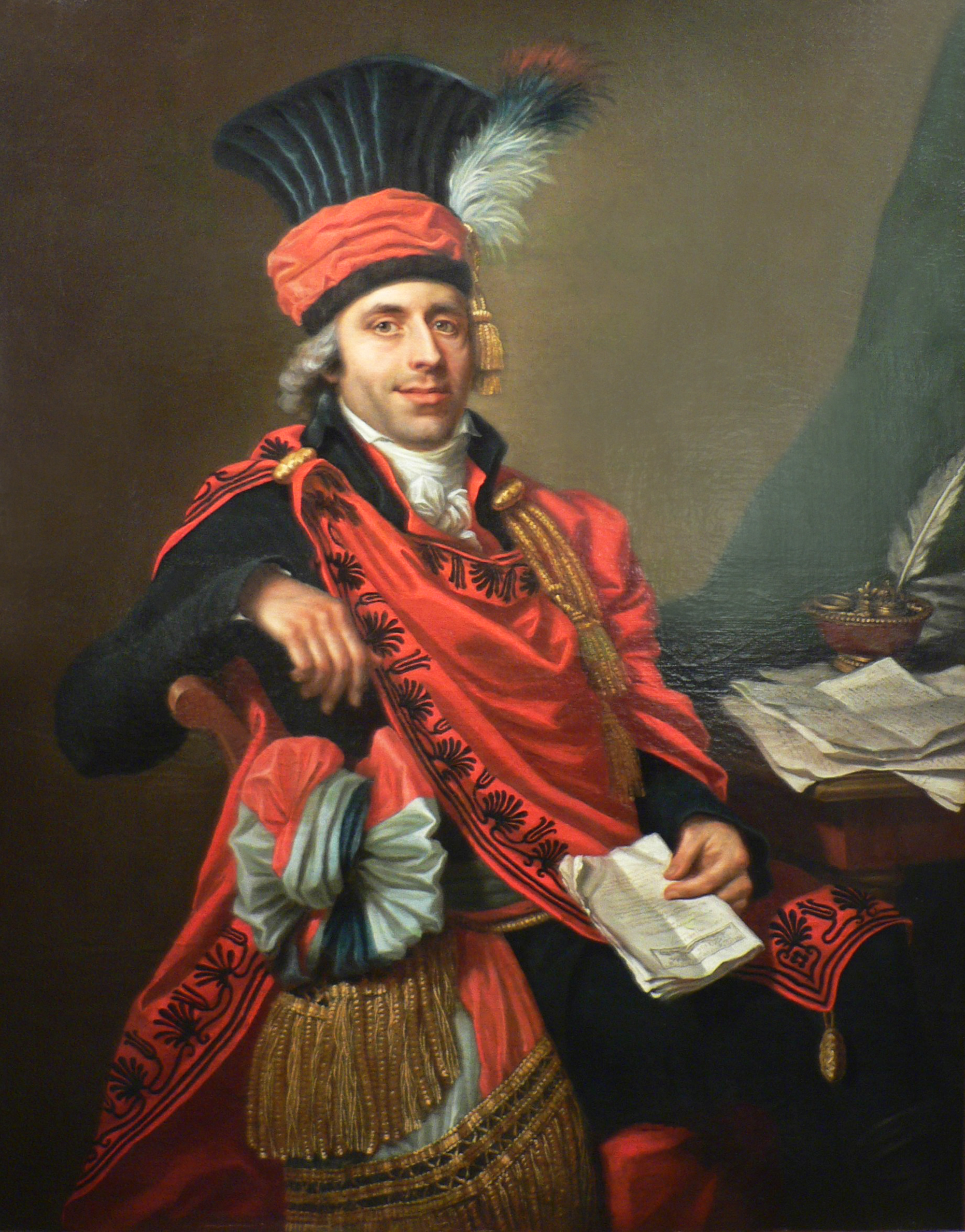
Thomas Bouquerot de Voligny i helklädningsuniformen till en medlem av Conseil des Anciens.

De gamles råd eller de äldrerådet (fr. Conseil des Anciens), den ena av de båda kamrar, som bildade nationalrepresentationen i Frankrike under direktoriet från år IV (1795) till år VIII (1799). 
Direktoriets författning byggde på ett parlamentariskt system med ett överhus, de äldstes råd med 250 ledamöter, och ett underhus, de femhundrarådet (fr. Conseil des Cinq-Cents) med 500 ledamöter.
Äldsterådet är avlägsen förfader till den moderna franska senaten.

## Ordförande iConseil des Anciens
- 28 oktober 1795: Claude Antoine Rudel Du Miral
- 28 oktober 1795 – 2 november 1795: Louis-Marie de La Révellière-Lépeaux
- 2 november 1795 – 23 november 1795: Pierre-Charles-Louis Baudin, känd som Baudin des Ardennes
- 23 november 1795 – 22 december 1795: François Denis Tronchet
- 22 december 1795 – 22 januari 1796: Théodore Vernier
- 22 januari 1796 – 20 februari 1796: Guillaume François Charles Goupil de Préfelne
- 20 februari 1796 – 21 mars 1796: Claude Ambroise Régnier
- 21 mars 1796 – 20 april 1796: Jacques Antoine Creuzé-Latouche
- 20 april 1796 – 20 maj 1796: Jean-Barthélemy Lecouteulx de Canteleu
- 20 maj 1796 – 19 juni 1796: Charles-François Lebrun
- 19 juni 1796 – 19 juli 1796: Jean Étienne Marie Portalis
- 19 juli 1796 – 18 augusti 1796: Jean Dussaulx
- 18 augusti 1796 – 23 september 1796: Honoré Muraire
- 23 september 1796 – 22 oktober 1796: Roger Ducos
- 22 oktober 1796 – 21 november 1796: Jean-Girard Lacuée
- 21 november 1796 – 21 december 1796: Jean-Jacques Bréard, känd som Bréard-Duplessis
- 21 december 1796 – 20 januari 1797: Boniface Paradis
- 20 januari 1797 – 19 februari 1797: Sébastien Ligeret de Beauvais
- 19 februari 1797 – 21 mars 1797: Joseph Clément Poullain de Grandprey
- 21 mars 1797 – 20 april 1797: Jean François Bertrand Delmas
- 20 april 1797 – 20 maj 1797: Edme-Bonaventure Courtois
- 20 maj 1797 – 19 juni 1797: François Barbé-Marbois
- 19 juni 1797 – 19 juli 1797: Louis Bernard de Saint-Affrique
- 19 juli 1797 – 18 augusti 1797: Pierre Samuel Dupont de Nemours
- 18 augusti 1797 – 4 september 1797: André-Daniel Laffon de Ladebat, känd som Laffon-Ladébat
- 6 september 1797 – 23 september 1797: Jean-Antoine Marbot
- 23 september 1797 – 22 oktober 1797: Emmanuel Crétet
- 22 oktober 1797–21 november 1797: Jean-Pierre Lacombe-Saint-Michel
- 21 november 1797 – 21 december 1797: Jean François Philibert Rossée
- 21 december 1797 – 20 januari 1798: Jean-Baptiste Marragon
- 20 januari 1798 – 19 februari 1798: Jean Rousseau
- 19 februari 1798 – 21 mars 1798: Pardoux Bordas
- 21 mars 1798 – 20 april 1798: Étienne Mollevaut
- 20 april 1798 – 20 maj 1798: Jacques Poisson de Coudreville
- 20 maj 1798 – 19 juni 1798: Claude Ambroise Régnier
- 19 juni 1798 – 19 juli 1798: Jean-Antoine Marbot
- 19 juli 1798 – 18 augusti 1798: Étienne Maynaud Bizefranc de Lavaux
- 18 augusti 1798 – 23 september 1798: Pierre Antoine Laloy
- 23 september 1798 – 22 oktober 1798: Benoît Michel Decomberousse
- 22 oktober 1798 – 21 november 1798: Emmanuel Pérès de Lagesse
- 21 november 1798 – 21 december 1798: Jean-Augustin Moreau de Vormes
- 21 december 1798 – 20 januari 1799: Jean-Baptiste Perrin des Vosges
- 20 januari 1799 – 19 februari 1799: Dominique Joseph Garat
- 19 februari 1799 – 21 mars 1799: Jean-Aimé Delacoste
- 21 mars 1799 – 20 april 1799: Mathieu Depère
- 20 april 1799 – 20 maj 1799: Claude-Pierre Dellay d'Agier
- 20 maj 1799 – 19 juni 1799: Charles Claude Christophe Gourdan
- 19 juni 1799 – 19 juli 1799: Pierre-Charles-Louis Baudin, känd som Baudin des Ardennes
- 19 juli 1799 – 18 augusti 1799: Louis-Thibaut Dubois-Dubais
- 18 augusti 1799 – 24 september 1799: Mathieu-Augustin Cornet
- 24 september 1799 – 23 oktober 1799: Joseph Cornudet des Chaumettes
- 23 oktober 1799 – 10 november 1799: Louis-Nicolas Lemercier